# Fermin Muguruza eta Dut
Fermin Muguruza eta Dut fue una formación musical española resultante de la unión del músico Fermin Muguruza (Kortatu, Negu Gorriak) con el grupo de hardcore Dut.
Negu Gorriak se disolvieron en 1996 y desde entonces no se sabía nada de lo que estaba realizando Fermin Muguruza. En noviembre de 1997 apareció una nota de prensa en la que Fermin y el grupo de Fuenterrabía Dut (con dos LP en el mercado: Dut, 1995 y At, 1996) afirmaban estar grabando un nuevo disco.
La colaboración surgió cuando desde el sello chileno Alerce, propusieron a Fermin realizar una canción («El derecho de vivir en paz») para un disco de tributo a Víctor Jara. En julio de 1997 ya había grabado una versión que le pasó a Dut, junto con más material escrito, para que fuesen trabajando sobre ella.
Para noviembre ya se encontraban en Biarritz grabando un disco, que contenía once canciones, incluida «El derecho de vivir en paz». Ireki Ateak («Abriendo las puertas») fue publicado a finales de 1997. En el disco se mezclaban la contundencia sonora de Dut con los nuevos experimentos que Fermin estaba realizando con el jungle y drum and bass.
A principios de enero de 1998 el grupo se lanzó a una extensa gira internacional que les llevó por Europa (Francia, Alemania y Suiza) y parte de América Latina (Cuba, Colombia, Venezuela, Argentina y Uruguay), además de una gira peninsular por el País Vasco, Cataluña y Madrid. Los conciertos eran unos shows que realizaban junto a la compañía de teatro Gaitzerdi.
El disco tributo terminó editándose en 2001. A pesar de que Fermin, en alguna ocasión, dejó la puerta abierta a grabar otro disco junto a Dut, la aventura terminó con la gira de 1998.

## Miembros
- Fermin Muguruza: voz principal.
- Xabi Strubell: guitarra, voz.
- Joseba Ponce: bajo, voz.
- Galder Izagirre: batería, txalaparta, voz.

## Discografía
- Ireki Ateak (Esan Ozenki, 1997).
- «El derecho de vivir en paz» en Tributo Rock a Víctor Jara (Alerce, 2001). CD.
- «Aizkorak zorroztu» en Independentzia 10 Urtez (Esan Ozenki, 2001). CD.